# Sint-Maartensdijk
Sint-Maartensdijk (Zelandsko: Smerdiek ) je mesto v občini Tholen v nizozemski provinci Zelandija. Mesto je imelo 1 januarja 2023 3.570 prebivalcev.

## Zgodovina
Kraj  je bil najprej imenovan kot Haestinge, ker leži ob reki Haastee, kasneje pa se je preimenoval v Sint-Maartensdijk in sicer po izgradnji župnijske cerkve in njene posvetitve sv. Martinu. Sint-Maartensdijk je dobil mestne pravice leta 1485 , vendar ni imel sedeža v deželnih stanovih Zelandije, zato so ga imenovali ozko mesto.
Sint-Maartensdijk je bila v srednjem veku cvetoča vas. Leta 1429 je Frank Borselenski ustanovil kolegij kanonikov v Sint-Maartensdijku. V tej cerkvi je v jugozahodnem vogalu malega kora dal postaviti še obstoječo grobnico nad grobom svojih staršev. Nagrobnik je prvotno prikazoval kip viteza v oklepu in njegove žene, ob nogah katerih je ležal pes ali lev. Malo pred smrtjo je ustanovil Kapoenhof, dom za onemogle, znan tudi kot "hiša sv. Martina" (St. Maartenshuis), ki je bila blizu St. Maartensdijka, v polderju Oudeland.
Leta 1434 se je Frank II. Borselenski poročil s holandsko grofico Jakobo Bavarsko. Njegov grad (Sint-Maartensdijk) je bil na severni strani mesta. Več kot sto let kasneje je z dedovanjem prišel v last visokoplemiške rodbine Oranskih. Leta 1819 je bil porušen.
Sint-Maartensdijk je znan po svojih povezavah z Oranskimi. Nizozemski kralj je tudi gospod Sint-Maartensdijka. V monumentalni mestni hiši, ki je bila zgrajena leta 1628 s finančno pomočjo princa Friderika Henrika, še vedno hranijo številne portrete Oranskih iz 17. stoletja. V stavba, ki je bila razširjena leta 1979 in kasneje, je bil sedež občine Tholen. Nova mestna hiša v mestu Tholen je bila odprta 2. januarja 2008.
Sint-Maartensdijk je imel prvotno pristanišče na Pluimpotu, stranskem kanalu Oosterschelde in nekdanjem estuariju. Z realizacijo Projekta delta leta 1957 je bil del  Pluimpota zajezen blizu Gorishoeka in pristanišče se je posušilo.
Sint-Maartensdijk je bil  do leta 1971 samostojna občina s površino 21,86 km².
Leta 2009 je center kraja doživel večjo prenovo. Delno zaradi prenosa funkcije mestne hiše v Tholenu je bila potreba trg preoblikovati.

## Znamenitosti
- Mestna hiša Sint-Maartensdijk
- Mlin za moko De Nijverheid
- Ostanki mlina De Hoop

### Cerkve
Sint-Maartensdijk ima na splošno konzervativen, večinoma protestantski krščanski podpis. V Sint-Maartensdijku so štiri cerkvene skupnosti:
- Zgodovinsko cerkev sv. Martina na Hazenstraat 1 uporablja obnovljena reformirana cerkev
- Cerkev Rehoboth na Westvestu 2 uporablja reformirana kongregacija konfesionalnega značaja znotraj PKN
- Cerkev reformiranih kongregacij na Nizozemskem na naslovu Westvest 15, majhna stavba v opečnem ekspresionizmu iz leta 1936
- Cerkev starih reformiranih kongregacij na Nizozemskem, na naslovu Westpoort 1, cerkev na skednju, nekoliko skrita za stanovanjskimi hišami Westpoort in Keethil.

## Gospodarstvo
Tedenska tržnica poteka vsak petek popoldne med 13.00 in 16.30 na Trgu. Na tedenski tržnici je prodajalec sira in pek; prodajajo se tudi spodnje perilo in oblačila.

## Rojeni v Sint-Maartensdijku
- Keetie van Oosten-Hage (1949), nekdanja kolesarka
- Johannes Willem Slager (1901), pridigar
- Cornelis Vermuyden (1590), hidrotehnik
- Christoffel Hendrik Dijkman (1879), slikar